# Lista siturilor arheologice din județul Dâmbovița - Z
Lista siturilor arheologice din județul Dâmbovița - Z conține toate siturile arheologice din județul Dâmbovița înscrise în Repertoriul Arheologic Național (RAN) și aflate în localități al căror nume începe cu litera Z. RAN este administrat de Ministerul Culturii și Patrimoniului Național și cuprinde date științifice, cartografice, topografice, imagini și planuri, precum și orice alte informații privitoare la zonele cu potențial arheologic, studiate sau nu, încă existente sau dispărute.
Puteți căuta un sit din localitățile care încep cu litera Z folosind formularul de mai jos sau puteți naviga prin toate siturile din județ la Lista siturilor arheologice din județul Dâmbovița.
| Cod RAN                               | Denumire | Localitate                  | Adresă                 | Datare        | Descoperit | Coordonate | Imagine           | Erori            |
| ------------------------------------- | --- | --------------------------- | ---------------------- | ------------- | ---------- | ---------- | ----------------- | ---------------- |
| 68173.01.01 (Cod LMI: DB-I-s-B-17161) | Așezarea Gumelnița de la Zăvoiu - "Movila Zăvoiul Orbului" / ansamblu anonim (Categorie: locuire civilă) (Tip: Așezare) | sat Zăvoiu, comuna Mogoșani | Movila Zăvoiul Orbului | Gumelnița     |            |            | Încărcați imagine | Raportați eroare |
| 68173.02.01 (Cod LMI: DB-I-s-B-17162) | Așezarea din epoca migrațiilor de la Zăvoiu-La troiță / ansamblu anonim (Categorie: locuire civilă) (Tip: Așezare)      | sat Zăvoiu, comuna Mogoșani | La Troiță              | sec. VI - VII |            |            | Încărcați imagine | Raportați eroare |